# Ho vinto la lotteria di capodanno
Ho vinto la lotteria di capodanno è un film del 1989 diretto da Neri Parenti.

## Trama
Paolo Ciottoli, cronista di un quotidiano romano, decide di suicidarsi per porre fine a una vita priva di soddisfazioni: umiliato dal direttore, beffato dai colleghi, gravato di debiti e minacciato da un boss della malavita suo creditore. Non ci riesce fino a quando, mentre trangugia un mix letale di detersivi, si accorge di essere il possessore del biglietto vincente della lotteria di capodanno valevole cinque miliardi di lire. Dopo una lavanda gastrica, esce dall'ospedale, torna a casa e nasconde il biglietto vincente in una macchina per scrivere. Quando il suo direttore lo incarica di scoprire chi ha vinto la lotteria di capodanno si autoproclama tale ed esplode, devasta lo studio, partecipa agli applausi del personale e promette al boss di saldare il debito.
Quando torna a casa, il biglietto è sparito: la sua macchina da scrivere gli è stata pignorata insieme a tutti i mobili dagli ufficiali giudiziari. All'asta Ciottoli la recupera, volendola pagare quattro milioni, ma il biglietto non c'è: di macchine da scrivere ne sono state poste all'asta altre cinque identiche alla sua, sicché non gli resta che mettersi a caccia sulle piste dei singoli acquirenti, venendo d'ora in avanti perseguitato dagli scagnozzi del boss. Ciottoli cerca invano il biglietto nelle rimanenti macchine da scrivere acquistate, rispettivamente, dal direttore di un istituto per non vedenti, da un antiquario fanatico di cristallerie, da un pensionato di origine sarda, da un terrorista che al suo interno colloca una bomba atta a provocare un attentato all'ambasciata dell'Arabia, e dall'architetto Dante Mazzoleni, scenografo di uno spettacolo sulla Francia della belle époque nel quale è presente Arcangela, la fidanzata del boss.
Fallito ogni tentativo di ritrovare il biglietto, Ciottoli prova nuovamente a suicidarsi, ma proprio mentre sta per darsi fuoco scopre che il tagliando vincente è stato reperito nella Fondazione dell'istituto per non vedenti, trasferitasi in una nuova sede, acquistata proprio grazie al biglietto. Ed è lì che Ciottoli, nascosto dietro una colonna e combattuto tra la felicità e il dispiacere, può ammirare la statua che si inaugura in suo onore.

## Produzione
Tra i luoghi delle riprese:
- Viterbo, presso il Teatro Unione;
- Roma, presso il Centro Commerciale Cinecittà Due, l'Accademia britannica, Villa Chiaraviglio, Villa Miani;
- Castel Romano, presso gli Stabilimenti Cinematografici Pontini.

## Doppiaggio
Sonorizzazione e doppiaggio a cura della Doppiaggio Margutta, eseguito da DEA 5, fonico mixage Danilo Moroni.